# Melanaphis jamatonica
Melanaphis jamatonica är en insektsart. Melanaphis jamatonica ingår i släktet Melanaphis och familjen långrörsbladlöss. Inga underarter finns listade i Catalogue of Life.